# Antypater I
Antypater (ur. ok. 113 p.n.e., zm. 43 p.n.e.) – prokurator Judei od 47 p.n.e., doradca arcykapłana i króla z dynastii Hasmoneuszy Hirkana II - faktyczny zarządca państwa.
Był synem Antypasa I, zarządcy Idumei; bratem Faliona i Józefa. Po śmierci ojca, za panowania Aleksandry Salome, został zarządcą Idumei.
Antypater około 80 p.n.e. poślubił Kypros I, z pochodzenia Nabatejkę. Z tego małżeństwa pochodzili synowie Fazael I, Herod Wielki, Józef II i Feroras oraz córka Salome I.